# Willem Geubbels
Willem Geubbels (Villeurbanne, 2001. augusztus 16. –) francia korosztályos válogatott labdarúgó, a francia Paris csatárja.

## Pályafutása

### Klubcsapatokban
Geubbels a franciaországi Villeurbanne városában született. Az ifjúsági pályafutását az ASVEL csapatában kezdte, majd a Lyon akadémiájánál folytatta.
2017-ben mutatkozott be a Lyon első osztályban szereplő felnőtt keretében. 2018-ban a Monacohoz igazolt. A 2021–22-es szezonban a Nantes csapatát erősítette kölcsönben. 2023. január 23-án 2½ éves szerződést kötött a svájci első osztályban érdekelt St. Gallen együttesével. Először a 2023. január 29-ei, Zürich ellen 1–0-ra elvesztett mérkőzés 66. percében, Christian Witzig cseréjeként lépett pályára. Első gólját 2023. február 4-én, a Servette ellen hazai pályán 3–0-ás győzelemmel zárult találkozón szerezte meg.
2025. augusztus 17-én ötéves szerződést írt alá a Paris csapatával.

### A válogatottban
Geubbels az U16-os, az U17-es, az U18-as és az U19-es korosztályú válogatottakban is képviselte Franciaországot.

## Statisztikák
2025. május 27. szerint
| Klub                | Szezon   | Osztály             | Bajnokság | Bajnokság | Kupa  | Kupa | Ligakupa | Ligakupa | Nemzetközi | Nemzetközi | Egyéb | Egyéb | Összesen | Összesen |
| Klub                | Szezon   | Osztály             | Meccs     | Gól       | Meccs | Gól  | Meccs    | Gól      | Meccs      | Gól        | Meccs | Gól   | Meccs    | Gól      |
| ------------------- | -------- | ------------------- | --------- | --------- | ----- | ---- | -------- | -------- | ---------- | ---------- | ----- | ----- | -------- | -------- |
| Lyon II             | 2017–18  | National 2 - Grp. B | 12        | 6         | —     | —    | —        | —        | —          | —          | —     | —     | 12       | 6        |
| Lyon II             | Összesen | Összesen            | 12        | 6         | 0     | 0    | 0        | 0        | 0          | 0          | 0     | 0     | 12       | 6        |
| Lyon                | 2017–18  | Ligue 1             | 2         | 0         | 0     | 0    | 1        | 0        | 1          | 0          | —     | —     | 4        | 0        |
| Lyon                | Összesen | Összesen            | 2         | 0         | 0     | 0    | 1        | 0        | 1          | 0          | 0     | 0     | 4        | 0        |
| Monaco II           | 2018–19  | National 2 - Grp. B | 1         | 0         | —     | —    | —        | —        | —          | —          | —     | —     | 1        | 0        |
| Monaco II           | Összesen | Összesen            | 1         | 0         | 0     | 0    | 0        | 0        | 0          | 0          | 0     | 0     | 1        | 0        |
| Monaco              | 2018–19  | Ligue 1             | 1         | 0         | 0     | 0    | 1        | 0        | 0          | 0          | —     | —     | 2        | 0        |
| Monaco              | 2019–20  | Ligue 1             | 0         | 0         | 0     | 0    | 0        | 0        | —          | —          | —     | —     | 0        | 0        |
| Monaco              | 2020–21  | Ligue 1             | 14        | 1         | 1     | 0    | —        | —        | —          | —          | —     | —     | 15       | 1        |
| Monaco              | Összesen | Összesen            | 15        | 1         | 1     | 0    | 1        | 0        | 0          | 0          | 0     | 0     | 17       | 1        |
| Nantes (kölcsönben) | 2021–22  | Ligue 1             | 22        | 2         | 4     | 1    | —        | —        | —          | —          | —     | —     | 26       | 3        |
| Nantes (kölcsönben) | Összesen | Összesen            | 22        | 2         | 4     | 1    | 0        | 0        | 0          | 0          | 0     | 0     | 26       | 3        |
| St. Gallen          | 2022–23  | Swiss Super League  | 17        | 2         | 1     | 0    | —        | —        | —          | —          | —     | —     | 18       | 2        |
| St. Gallen          | 2023–24  | Swiss Super League  | 32        | 8         | 1     | 0    | —        | —        | —          | —          | —     | —     | 33       | 8        |
| St. Gallen          | 2024–25  | Swiss Super League  | 31        | 14        | 1     | 1    | —        | —        | 9          | 2          | —     | —     | 41       | 17       |
| St. Gallen          | 2025–26  | Swiss Super League  | 3         | 3         | —     | —    | —        | —        | —          | —          | —     | —     | 3        | 3        |
| St. Gallen          | Összesen | Összesen            | 83        | 27        | 3     | 1    | 0        | 0        | 9          | 2          | 0     | 0     | 95       | 30       |
| Paris               | 2025–26  | Ligue 1             | 0         | 0         | 0     | 0    | —        | —        | —          | —          | —     | —     | 0        | 0        |
| Paris               | Összesen | Összesen            | 0         | 0         | 0     | 0    | 0        | 0        | 0          | 0          | 0     | 0     | 0        | 0        |
| Összesen            | Összesen | Összesen            | 135       | 36        | 8     | 2    | 0        | 0        | 9          | 2          | 0     | 0     | 152      | 40       |

## Sikerei, díjai
- Nantes
  - Francia kupa : 2021–22